# トリヘプタノイン
トリヘプタノイン（Triheptanoin）は、3分子の7炭素脂肪酸から構成されるトリアシルグリセロールである。炭素原子が奇数個の脂肪酸であり、クエン酸回路のアナプレロティック基質として働く。また、カルニチンパルミトイルトランスフェラーゼII欠損症の治療に有効であるという報告がなされている。ピルビン酸カルボキシラーゼ欠損症の治療に対する効果については議論がある。さらに、てんかんの治療に対する効果の検証が開始されている。
トリヘプタノインは奇数個の炭素原子からなる脂肪酸で構成されているため、偶数個炭素原子の脂肪酸が4炭素原子のケトン体に代謝されるのとは逆に、代謝されて5炭素原子のケトン体を生成する。トリヘプタノインから作られる5炭素ケトン体は、3-オキソペンタン酸と3-ヒドロキシペンタン酸である。トリヘプタノインやこれらのケトン体は、血液脳関門を通過し、脳に到達すると考えられている。
トリヘプタノイン（商標名: Dojolvi）は分子的確証のある長鎖脂肪酸代謝異常症に対する治療としてアメリカ合衆国で2020年6月に承認された。最も一般的な副作用は、腹痛、下痢、嘔吐、吐き気である。